# Puštalski
Puštalski so plemiči, ki so živeli med 13. in 16. stoletjem. Svoj sedež so imeli v Puštalu v Puštalskem gradu.

## Začetki
Nastanek gospostva Puštalskih sega v začetek 13. stoletja, ko se v spisih pojavijo prvi Puštalski gospodi. Puštal je bil zelo zgodaj odtujen freisinški škofiji. Po rekonstrukciji zemlje naj bi bilo zemlje za tri hube (kmetije), pa je bila v letih 1291 in 1318 le ena v lasti freisinških škofov. Kot je zapisano v listini iz leta 1295, sta brata Konrad in Winther že takrat izzivala in povzročala težave škofu. Zato sta se morala, pod pretnjo izgube fevda, obvezati na poravnavo s škofom.

## Predstavniki
Prvi Puštalski se omenjajo v 13. stoletju: Oton de Purchstallo, Marchlin de Purchstal, Konrad Puštalski in Winther Puštalski. Konec 14. in v začetku 15. stoletja se omenjajo: Peterlein, Gal, Jurij. Pomembnejši predstavniki iz 15. in 16. stoletja so bili:  Joahim, Krištof, Moric in Jakob. 

## Imetje
Po smrti zadnjega predstavnika Jakoba leta 1598 si iz površno pisanih fevdnih knjig niso mogli biti na jasnem, kaj vse pripada puštalskemu gospostvu. Puštalci več desetletij niso obnavljali fevdne podelitve do freisinškega škofa zaradi trdnega stališča do škofove osebne navzočnosti pri tem dejanju. Po podatku iz leta 1600 je bil puštalski dvor vreden 12.000 goldinarjev. Poleg desetin na Krasu so mu pripadale še posamezne hube (kmetije); razen kmetije pri Sv. Ožboltu so bile vse druge na območju Soršega polja, od katerih je le del ležal znotraj loškega deželskosodnega gospostva (1 v Hosti, 1 v Žabnici, 2 na Godešiču, 1 v Gorenji vasi). Posest zunaj loškega ozemlja se je omejevala na hube v Dragi (1), Sori (3) in Podreči (2). Skoraj gotovo je bilo v gospostvo vključenih tudi 36 kajžarjev iz Puštala.

## Boj za dediščino
Zaradi nesporazuma med dediči in dolga 7.000 goldinarjev je puštalsko gospostvo zašlo v pravo krizo. Nekako si je leta 1604 pridobil polovico posesti loški trgovec z železom Lenart Kunstl. Ta del je sčasoma prešel na  starološkega graščaka Mihaela Paplerja, ki mu je sicer že leta 1604 pripadla šestina puštalskega imetja. Z leti je v ospredje stopil Andrej Paradeiser, po materi vnuk Krištofa Puštalskega, oz. za njim Ana Marija Posarelli roj. Paradeiser. Ta je zopet združila skupaj vso puštalsko posest tudi tisto ki jo je predhodno pridobil Mihael Papler. V nasprotju s prejšnjimi Puštalci je leta 1623 ponovno prejela v fevd od freisinškega škofa. Dobila pa je še dve hubi v Podreči. Odslej se do konca 17. stoletja posest ni bistveno spreminjala.
Ana Marija Posarelli je želela s fevdi oskrbeti sina Franca, vendar je ta vstopil v jezuitski red in umrl sredi štiridesetih let 17. stoletja. Z njim je izumrl moški rod družine Posarelli. Tako so puštalski fevdi pripadli Hansu Tallerju, sicer zetu Ane Marije Posarelli. Po njegovi smrti je imetje prešlo v last njegove vdove, nato pa sinu Hansu Jožefu. Ta je leta 1670 umrl in ni zapustil otrok, dediščina de pripadla otrokom njegove sestre, poročene Hohenwart. Leto kasneje (1671) je puštalsko gospostvo kupil Ferdinand Ernest Apfaltrer.

## Posestvo med 1671 in 1696
Nadaljevali so se tudi spori med Puštalskimi in freisinškim škofom, ker so mu kratili pravice fevdnega gospoda. Zato je škof poskušal leta 1671 odkupiti puštalske fevdne pravice. Ta prizadevanja so se vlekla do začetkov osemdesetih let, a so bila vsa prizadevaja zaman. Položaj se je spremenil šele, ko je puštalsko gospostvo leta 1696 kupil Marko Oblak in Puštalske nasledijo Wolkenspergi.